# Michał du Laurans

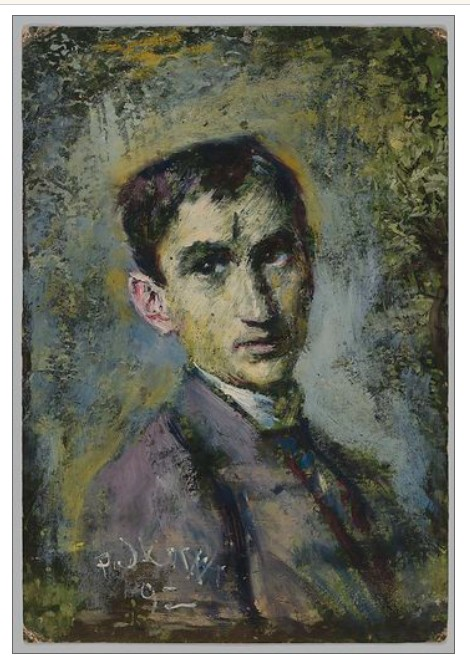
Michał du Laurans. Portret namalowany przez Władysława Podkowińskiego.

Michał du Laurans (ur. 28 marca 1873 w Warszawie, zm. 9 stycznia 1958 w Płocku) – polski malarz, portrecista. Nieślubny syn Wilhelma Napoleona Michała du Lauransa i Walerii z Gardowskich Podkowińskiej. Przyrodni brat malarza Władysława Podkowińskiego.
Naukę rysunku rozpoczął od prowadzonej w Warszawie przez Wojciecha Gersona Klasie Rysunkowej. W 1895 wyjechał do Madrytu, gdzie w Prado kopiował prace Diega Velazqueza. Dwa lata później wyjechał do Monachium i rozpoczął studia w Akademii Sztuk Pięknych w pracowni Simona Hollósy’ego. W 1899 przerwał je i przeniósł się do Paryża, gdzie kontynuował naukę w Académie Julian pod kierunkiem Benjamina Constanta i Jules’a Lefebvre’a.
Nie zrywał kontaktów z ojczyzną, przesyłał swoje prace na wystawy organizowane w warszawskim Towarzystwie Zachęty Sztuk Pięknych (od 1894 do 1937), w salonie Aleksandra Krywulta i Salonie Sztuki Stefana Kulikowskiego. Podróżował po Europie, tworząc portrety, pobierał m.in. lekcje w Londynie u Jamesa McNeilla Whistlera.
Po odzyskaniu przez Polskę niepodległości powrócił do Warszawy. W 1927 został członkiem Towarzystwa Zachęty Sztuk Pięknych, w tym samym roku Towarzystwo wynagrodziło medalem jego Autoportret, cztery lata później zdobył nagrodę finansową za Portret Pana S.
Podczas obrony Warszawy zniszczeniu uległa pracownia i część dorobku artysty, który po tym doświadczeniu postanowił przenieść się do Płocka. Został tam kustoszem skarbca katedralnego i Biblioteki im. Zielińskich Towarzystwa Naukowego Płockiego. W 1941 został aresztowany i przewieziony do obozu w Soldau (KL) w Działdowie, skąd wkrótce go zwolniono. W 1945 otrzymał stanowisko kustosza Muzeum Diecezjalnego, a trzy lata później otrzymał nagrodę Ministra Kultury i Sztuki.
Został pochowany na płockim cmentarzu miejskim.